# VI (Album)
VI ist das sechste Soloalbum des Berliner Rappers Sido. Es erschien am 4. September 2015 bei Universal. Der Titel VI bezieht sich auf die Chronologie der bisher erschienenen Studioalben, wonach es das sechste ist.
Am 11. September stieg das Album auf Platz drei der deutschen Albumcharts ein, während sich acht Lieder des Albums ebenfalls in den Top 100 der deutschen Singlecharts platzieren konnten, darunter der Nummer-eins-Hit Astronaut.

## Inhalt
Ähnlich wie im Vorgängeralbum 30-11-80 versucht Sido das Augenmerk nicht mehr auf eine Gangster-Attitüde zu richten, sondern möchte als Rapper wahrgenommen werden, der sich quasi gänzlich erwachseneren und ernsteren Themen zugewendet hat.

„Das höchste Level ist geschafft, der Endboss ist besiegt, das Spiel ist durchgespielt. Was ich noch schaffen könnte, ist einen erwachseneren Rap zu etablieren.“

Das Album handelt besonders von Problemen in der Welt, Sidos Vergangenheit als Rapper und seinem aktuellen Leben mit Familie und Kindern. Ein roter Faden ist zu erkennen, der sich allerdings nicht unmittelbar durch das komplette Werk zieht, sondern sich in erster Linie um ehemalige Sorgen, Ängste und Auseinandersetzungen „spinnt“.

## Titelliste
| #  | Seite | Titel                                | Feature(s)        | Produzent                                             | Länge |
| -- | ----- | ------------------------------------ | ----------------- | ----------------------------------------------------- | ----- |
| 1  | 1     | Intro                                | Tedros Teclebrhan | FNSHRS. (Paul NZA, Marek Pompetzki und Cecil Remmler) | 0:58  |
| 2  | 1     | Für Ewig                             |                   | FNSHRS.                                               | 2:50  |
| 3  | 1     | Löwenzahn                            | Olexesh           | DJ Desue, X-plosive                                   | 4:02  |
| 4  | 1     | Vom Frust der Reichen                |                   | DJ Desue                                              | 3:40  |
| 5  | 2     | Astronaut                            | Andreas Bourani   | FNSHRS.                                               | 3:59  |
| 6  | 2     | Ackan                                | Dillon Cooper     | DJ Desue                                              | 4:19  |
| 7  | 2     | Zu wahr                              |                   | FNSHRS.                                               | 4:08  |
| 8  | 2     | Knochen und Fleisch                  |                   | FNSHRS.                                               | 2:54  |
| 9  | 3     | Gürtel am Arm                        |                   | FNSHRS. und Emilio Corleone                           | 3:56  |
| 10 | 3     | Zuhause ist die Welt noch in Ordnung | Adel Tawil        | DJ Desue & X-Plosive                                  | 3:32  |
| 11 | 3     | Selfie                               |                   | FNSHRS. und Emilio Corleone                           | 3:53  |
| 12 | 3     | So war das                           |                   | Djorkaeff, Beatzarre & B-Case                         | 3:09  |
| 13 | 4     | Entspannt                            | Tony D            | FNSHRS.                                               | 3:30  |
| 14 | 4     | Zu Strasse                           |                   | FNSHRS.                                               | 4:13  |
| 15 | 4     | Eier                                 | Estikay           | DJ Desue, X-Plosive                                   | 3:22  |
| 16 | 4     | Kreuzreim Skit                       | Tedros Teclebrhan |                                                       | 0:54  |
| 17 | 4     | BoomBidiByeBye                       | Adesse            | FNSHRS.                                               | 3:44  |